# Шаманин, Евгений Иванович
Евге́ний Ива́нович Шама́нин (1863 — ?) — крестьянин, депутат Государственной думы II созыва от Вологодской губернии.

## Биография

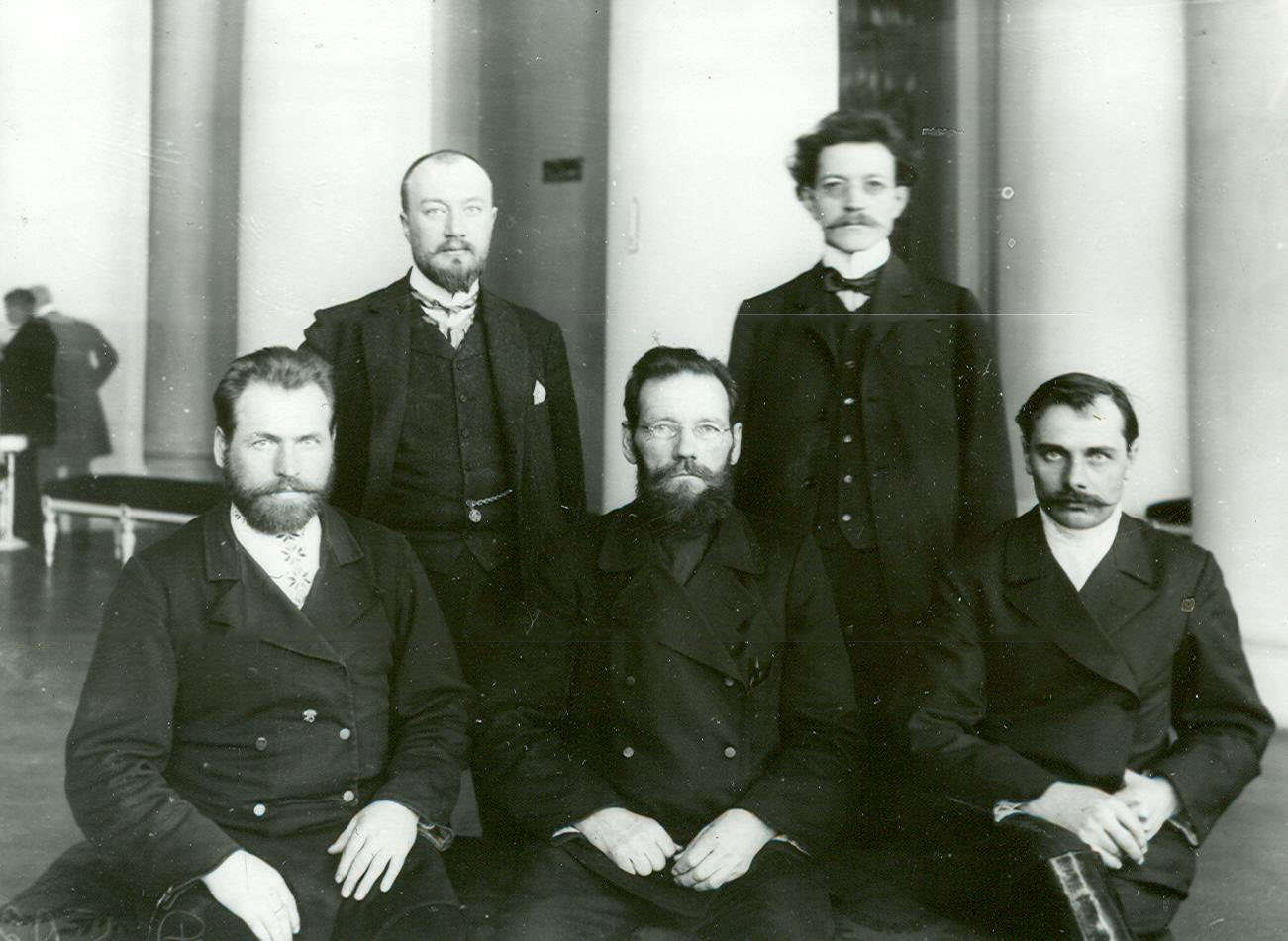
Члены государственной Думы Второго созыва от Вологодской губернии, стоят (слева направо) — кадет Н. М. Волоцкой, трудовик П. Д. Щипин, сидят (слева направо) — крестьяне Н. Н. Малафиевский, Е. И. Шаманин и В. С. Ширяев, разделявшие взгляды трудовиков.

Крестьянин Усть-Вельской волости Вельского уезда Вологодской губернии (ныне Вельского района Архангельской области).  Имел лишь начальное образование. Служил сельским учителем, затем смотрителем в удельном ведомстве. Одновременно занимался земледелием на собственном наделе. 30 января 1907 года был обвинён в антиправительственной деятельности и приговорён к 1,5 годам тюрьмы.
7 февраля 1907 года был избран в Государственную думу II созыва от общего состава выборщиков Вологодского губернского избирательного собрания. Вошёл в состав Трудовой группы и фракцию Крестьянского союза. 
Дальнейшая судьба и дата смерти неизвестны.

### Архивы
- Российский государственный исторический архив. Фонд 1278. Опись 1 (2-й созыв). Дело 488; Дело 597. Лист 18.